# Azotură de litiu
Azotura de litiu (numită și nitrură de litiu) este un compus anorganic cu formula chimică Li3N. Este singura nitrură a unui Metal alcalin stabilă. Nitrura de litiu posedă o structură cristalină foarte neobișnuită. Au fost studiate amănunțit proprietățile de electrolit solid.

## Caracteristici
Nitrura de litiu reacționează violent cu apa, producând amoniac și hidroxid de litiu, după reacția:
Li3N (s) + 3 H2O (l) → 3 LiOH (aq) + NH3 (g)
1. ↑  „Azotură de litiu”, Lithium nitride (în engleză), PubChem, accesat în 21 septembrie 2016